# Aujargues
Aujargues là một xã ở tỉnh Gard ở miền nam nước Pháp. Xã này có diện tích 6,85 km², dân số năm 1999 là 764 người. Khu vực này có độ cao trung bình 70 mét trên mực nước biển.